# Aire d'attraction des Herbiers
L'aire d'attraction des Herbiers est un zonage d'étude défini par l'Insee pour caractériser l’influence de la commune des Les Herbiers sur les communes environnantes. Publiée en octobre 2020, elle se substitue à l'aire urbaine des Herbiers, qui comportait 3 communes dans le dernier zonage qui remontait à 2010.

## Définition
L'aire d'attraction d'une ville est composée d’un pôle, défini à partir de critères de population et d’emploi ainsi que d’une couronne constituée des communes dont au moins 15 % des actifs travaillent dans le pôle. Le pôle d’attraction constitue ainsi un point de convergence des déplacements domicile-travail,.

## Type et composition
L’aire d'attraction des Herbiers est une aire intra-départementale qui comporte 15 communes dans la Vendée. 
Elle est catégorisée dans les aires de 50 000 à moins de 200 000 habitants, une catégorie qui regroupe 18,4 % au niveau national.

### Carte

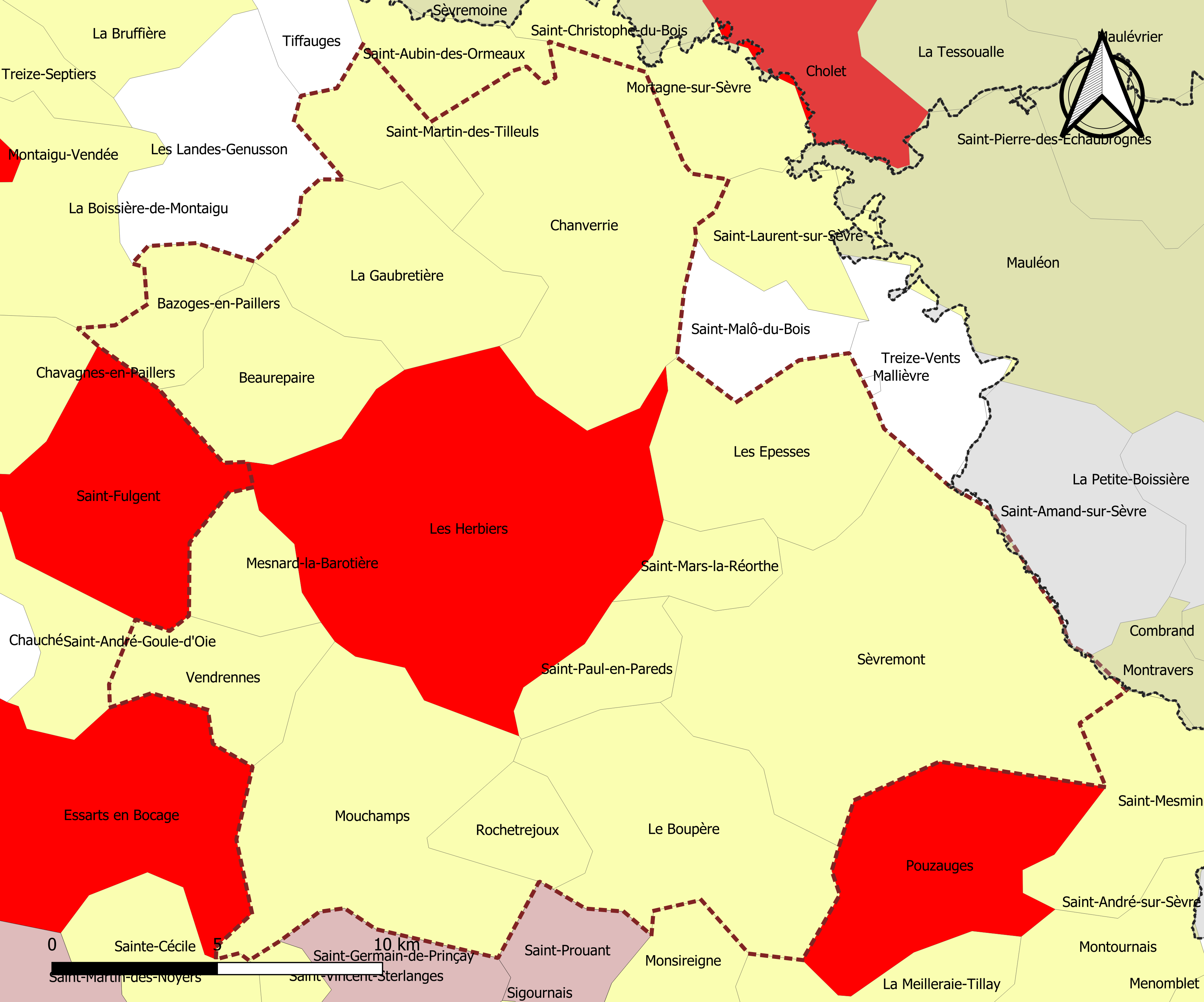
Carte de l'aire d'attraction des Les Herbiers.
Commune-centre
Commune de la couronne

### Composition communale
| Nom                           | Code Insee | Département | Statut                 | Superficie (km2) | Population (dernière pop. légale) | Densité (hab./km2) | Modifier                                    |
| ----------------------------- | ---------- | ----------- | ---------------------- | ---------------- | --------------------------------- | ------------------ | ------------------------------------------- |
| Les Herbiers (commune-centre) | 85109      | Vendée      | commune-centre         | 88,78            | 16 589 (2022)                     | 187                | modifier les données · modifier les données |
| Bazoges-en-Paillers           | 85013      | Vendée      | commune de la couronne | 11,45            | 1 551 (2022)                      | 135                | modifier les données · modifier les données |
| Beaurepaire                   | 85017      | Vendée      | commune de la couronne | 24,19            | 2 406 (2022)                      | 99                 | modifier les données · modifier les données |
| Le Boupère                    | 85031      | Vendée      | commune de la couronne | 43,48            | 3 170 (2022)                      | 73                 | modifier les données · modifier les données |
| Les Epesses                   | 85082      | Vendée      | commune de la couronne | 31,29            | 2 984 (2022)                      | 95                 | modifier les données · modifier les données |
| Sèvremont                     | 85090      | Vendée      | commune de la couronne | 88,64            | 6 401 (2022)                      | 72                 | modifier les données · modifier les données |
| La Gaubretière                | 85097      | Vendée      | commune de la couronne | 30,33            | 3 223 (2022)                      | 106                | modifier les données · modifier les données |
| Mesnard-la-Barotière          | 85144      | Vendée      | commune de la couronne | 11,83            | 1 560 (2022)                      | 132                | modifier les données · modifier les données |
| Mouchamps                     | 85153      | Vendée      | commune de la couronne | 55,00            | 2 986 (2022)                      | 54                 | modifier les données · modifier les données |
| Rochetrejoux                  | 85192      | Vendée      | commune de la couronne | 10,92            | 980 (2022)                        | 90                 | modifier les données · modifier les données |
| Saint-Mars-la-Réorthe         | 85242      | Vendée      | commune de la couronne | 9,28             | 1 033 (2022)                      | 111                | modifier les données · modifier les données |
| Saint-Martin-des-Tilleuls     | 85247      | Vendée      | commune de la couronne | 14,03            | 1 144 (2022)                      | 82                 | modifier les données · modifier les données |
| Saint-Paul-en-Pareds          | 85259      | Vendée      | commune de la couronne | 12,32            | 1 382 (2022)                      | 112                | modifier les données · modifier les données |
| Vendrennes                    | 85301      | Vendée      | commune de la couronne | 16,92            | 1 802 (2022)                      | 107                | modifier les données · modifier les données |
| Les Velluire-sur-Vendée       | 85177      | Vendée      | commune de la couronne | 26,49            | 1 366 (2022)                      | 52                 | modifier les données · modifier les données |